# Aida (campo de refugiados)
Aida (en árabe: عايده‎) (también deletreado "Ayda") es un campo de refugiados palestinos situado a 2 kilómetros al norte de Belén y a 1 km al norte de Beit Jala, en el centro de Cisjordania. Nombrado según una cafetería famosa (maqhah) ubicada en el sitio a principios de 1940, el campamento Aida fue establecido por la UNRWA en 1950 en un área de 66 dunams.
Según la Oficina Central Palestina de Estadísticas, el campamento tenía una población de 2.631 refugiados en 2007, y los datos de la Agencia de Naciones Unidas para los Refugiados de Palestina en Oriente Próximo (UNRWA) arrojan una tasa de desempleo de 43%. Cerca se ubica el Centro Cultural y Teatro Al Rowwad. El campamento de refugiados de Aida es adyacente a un nuevo hotel de 4 estrellas, Palacio Jacir.
Sus habitantes proceden de 43 pueblos localizados en Israel y destruidos en las guerras de 1948 y 1967. Durante la segunda Intifada, su escuela fue gravemente dañada y 29 viviendas fueron destruidas por las incursiones del ejército israelí.
El Papa Benedicto XVI visitó el campo de refugiados durante su visita de peregrinación a Jordania, Israel y los territorios palestinos en mayo de 2009.